# اسماعیل‌آباد (کهریزک)
اسماعیل‌آباد، روستایی از توابع شهرستان کهریزک در استان تهران ایران است.

## جمعیت
این روستا در شهرستان کهریزک قرار دارد و براساس سرشماری مرکز آمار ایران در سال ۱۳۸۵، جمعیت آن ۱۷۲ نفر (۳۹ خانوار) بوده‌است.